# Ixora dolichothyrsa
Ixora dolichothyrsa är en måreväxtart som beskrevs av Cornelis Eliza Bertus Bremekamp. Ixora dolichothyrsa ingår i släktet Ixora och familjen måreväxter. Inga underarter finns listade i Catalogue of Life.